# Asmaa Naqus
Asmaa Naqus es una deportista marroquí que compitió en judo. Ganó una medalla de bronce en el Campeonato Africano de Judo de 2005 en la categoría de –52 kg.

## Palmarés internacional
| Campeonato Africano | Campeonato Africano          | Campeonato Africano | Campeonato Africano |
| Año                 | Lugar                        | Medalla             | Categoría           |
| ------------------- | ---------------------------- | ------------------- | ------------------- |
| 2005                | Puerto Elizabeth (Sudáfrica) | Medalla de bronce   | –52 kg              |